# Île Sainte-Hélène

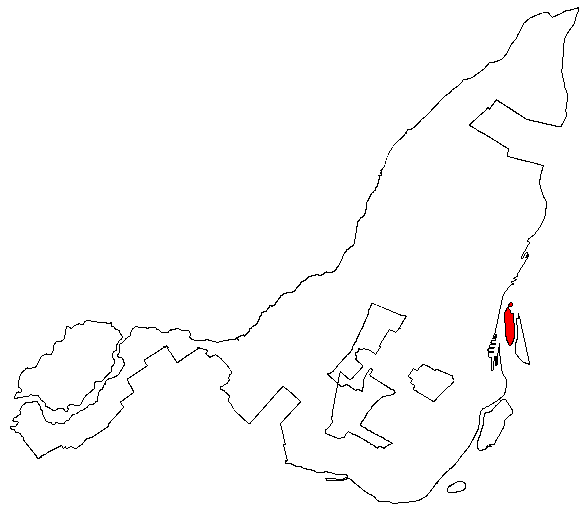
Mapa de localización de la isla.

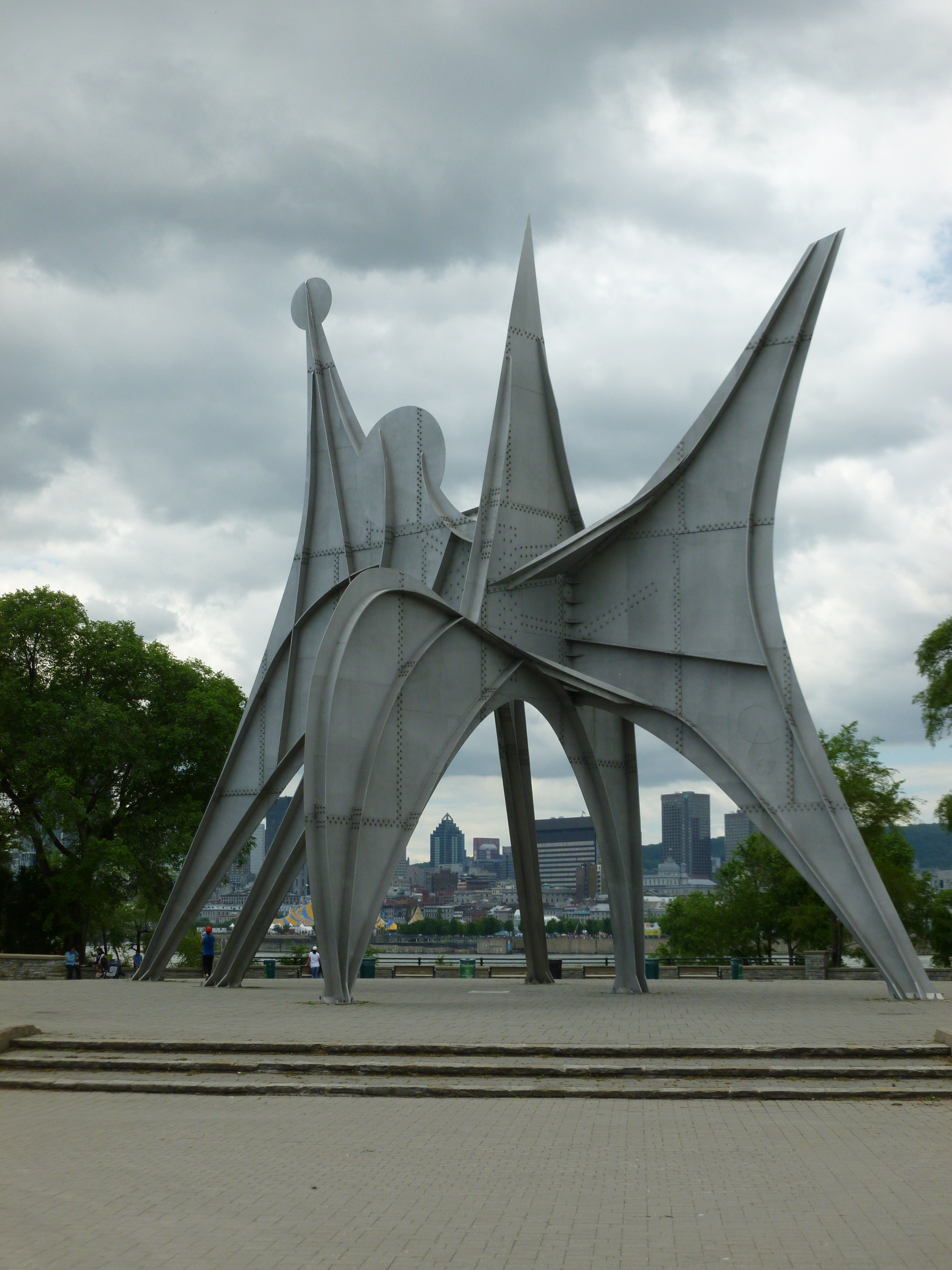
L'Homme, escultura de Alexander Calder, en la île Sainte-Hélène.

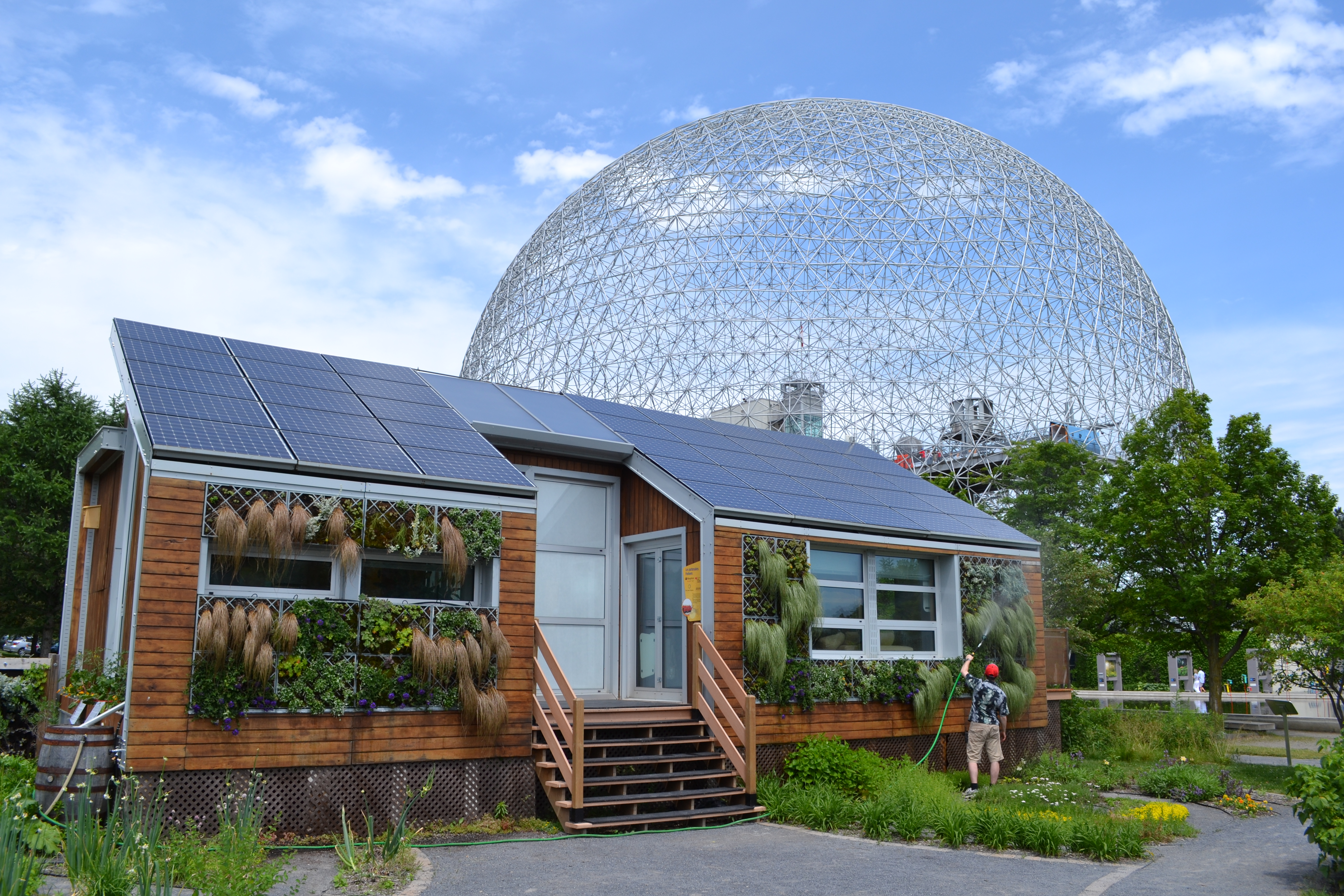
Casa solar ecológica, situada en la isla Santa Helena (Montreal, Canadá). Fue diseñada por estudiantes de la Universidad de Montreal y la Escuela de Tecnología Superior en el marco de la competición internacional Solar Decathlon.

La île Sainte-Hélène (isla Santa Elena) es una isla en el río San Lorenzo en el territorio de la ciudad de Montreal, en el Quebec, Canadá. Se sitúa inmediatamente al sureste de la isla de Montreal. Es una de las islas del archipiélago de Hochelaga.
El canal de Le Moyne la separa de la île Notre-Dame.

## Historia
Fue nombrada en 1611 por Samuel de Champlain en honor a su mujer, Hélène de Champlain. La isla perteneció a la familia Le Moyne de Longueuil de 1665 hasta 1818, año en que se vendió al gobierno británico. Éste hizo construir allí un fuerte y un polvorín para defender la ciudad, en consecuencia de la Guerra de 1812.
El nuevo gobierno canadiense la adquirió en 1870; y en 1874 se convirtió en parque público.
El archipiélago del cual la île Sainte-Hélène forma parte se eligió como el lugar de la Terre des Hommes (Expo 67). Para acondicionarla para tal evento, la isla se amplió masivamente y se consolidó con varias islas vecinas, utilizando tierra excavada durante la construcción del Metro de Montreal. La isla vecina, Île Notre-Dame, se construyó a partir de cero.
Después de la clausura de la Expo, el lugar se continuaba utilizando como feria bajo el nombre de Terre des Hommes, aunque finalmente, la mayoría de las instalaciones de la Expo se desmantelaron y la isla volvió a convertirse en parque.

## Instalaciones contemporáneas

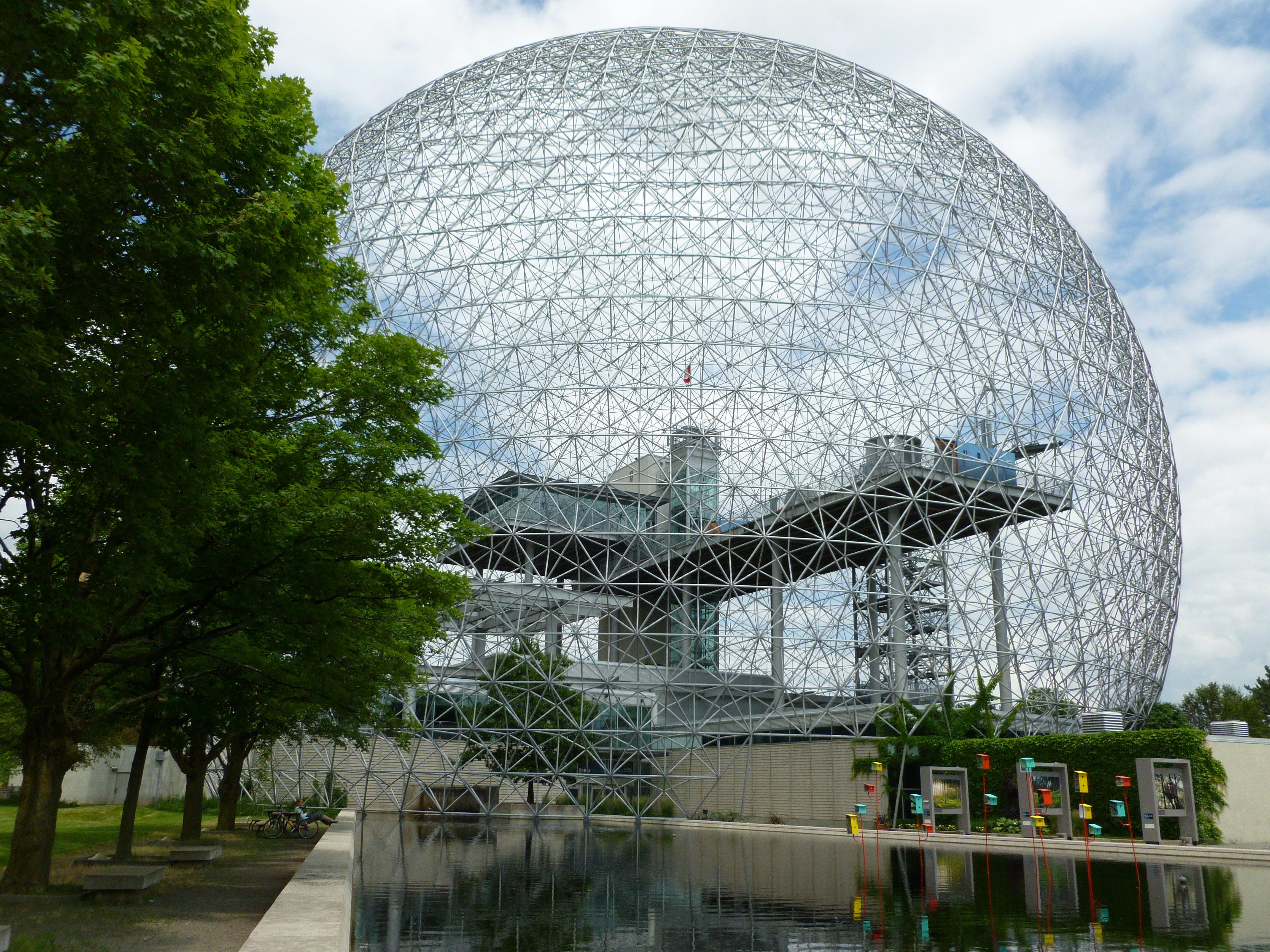
La Biosphère

La isla y su vecina, la isla Notre-Dame, constituyen juntas el parque Jean-Drapeau (antiguamente Parc des Îles). En la isla se hallan varias instalaciones importantes, como por ejemplo el museo Stewart (Fort de l'Île Sainte-Hélène), el parque de atracciones La Ronde, y la Biosphère, un museo de interpretación del río San Lorenzo asentado en el lugar que ocupaba el antiguo pabellón americano de la Terre des Hommes. Es un lugar de ocio y entretenimiento de primera clase para los montrealeses; suelen acudir con frecuencia a los conciertos y eventos que se celebran allí, como el concurso de fuegos artificiales de Le Mondial SAQ y el Gran Premio de Canadá de Fórmula 1.
La isla está comunicada por el puente de la Concorde y el puente Jacques Cartier, así como por la estación de metro Jean-Drapeau.